# گنوئیه
گنوئیه یکی از زیبا روستاهای بخش مرکزی شهرستان بافت در استان کرمان (طایفه‌های شرفخانی، گیلانی و قلی ها،سروراولادی) «
ایران»است؛ که در موقعیت ۵۶ درجه و ۴۰ دقیقه طول جغرافیایی و ۲۷ درجه و ۴۰ دقیقه عرض جغرافیایی و در دامنهٔ کوه کوشاه با ارتفاع ۴۱۱۲ متر در ۵ کیلومتری شمال شرق و کوه کفنوئیه با ارتفاع ۳۲۸۳متر در ۶ کیلومتری شمال این آبادی واقع شده‌است که تاریخچه این روستا به دو قرن می‌رسد. این روستا دارای دو رود است رود فصلی کّهکُمی و رود دائمی بیدشیرین. این رودها از کوه شاه سرچشمه می‌گیرند و به سد خاکی بافت می‌ریزند. گنوئیه دارای آب و هوای سرد در زمستان و معتدل در تابستان است. این روستا خیلی زیبا میباشد، دراین روستا هر سال سرما درختان را آسیب می‌زند و ثمرشان را کاهش می‌دهد.

## جمعیت
این روستا در دهستان کیسکان قرار دارد و براساس سرشماری مرکز آمار ایران در سال ۱۳۹۳، جمعیت آن ۵۰۰ نفر بوده‌است. قالب مردم این روستا ترک‌زبان و از ترک‌های افشاری می‌باشند که در گذشته به این مکان مهاجرت کرده‌اند. میوه‌های سردسیری و گردو از جمله درختان پر رونق این روستا می‌باشد.

## گنوئیه در لغت‌نامه دهخدا (تاریخ)
گنوئیه . [گ ِ ئی ی ِ] (اِخ) دهی است از دهستان کیسکان شهرستان بافت که در ۱۸۰۰۰ گزی شمال بافت و ۴۰۰۰ گزی خاور راه فرعی بافت به قلعه عسکر واقع شده‌است. هوای آن سرد و سکنه‌اش ۷۵ تن است. آب آن از چشمه تأمین می‌شود. محصول آن غلات، حبوب و شغل اهالی زراعت و گله داری و صنایع دستی آنان قالی بافی بدون نقشه. راه آن مالرو است. مزارع سمیلی آباد، باغ حسن، سنگوییه جزء این ده است. (از فرهنگ جغرافیایی ایران ج ۸)